# Pere de Grècia
Pere de Grècia (Atenes, 1908 - Londres, 1980) fou príncep de Grècia i de Dinamarca. Fill del príncep Jordi de Grècia i de la princesa Maria Bonaparte, net del rei Jordi I de Grècia.
Estudià química aplicada a París, estudis que no arribaria a acabar mai, però en canvi si que arribà a concloure les llicenciatures de dret i de ciències polítiques a la mateixa universitat parisenca. Estudià etnologia a Berlín i després a Londres. Aprengué la llengua russa.
En ple procés psicoanalític viatjà a l'Índia i al Tibet. El 1939 es casà a Madràs amb Irina Alexandrovna Ovtchinnikova en contra de l'opinió de la seva família. Irina era una russa blanca que fugí de Sant Petersburg i que posteriorment es casà amb el marquès Jean de Mauléon de qui es divorcià poc després.
Lluità durant la Segona Guerra Mundial a les ordres de l'exèrcit britànic. La relació de Pere amb la seva família fou sempre més que complicada, i en especial amb la reina Frederica. A la mort del rei Pau I de Grècia no acceptà que la Irene de Grècia fos designada diàdocos en contra seu ni que dos anys després ho fos l'Alèxia de Grècia, mentre publicava articles i donava conferències en contra de la reina Frederica. Les disputes que tingué amb Frederica al llarg de la seva vida s'atribuïren a un possible nuviatge frustrat entre els dos, punt que mai s'ha arribat a verificar.
Pere morí el 1980 a Londres, al London's National Hospital for Nervous Siseases com a conseqüència d'una hemorràgia cerebral. La seva esposa ho feu deu anys després a París essent tots dos enterrats a la seva finca danesa de Gentofte propietat dels descendents del príncep Valdemar de Dinamarca (fill de Cristià IX).